# 幽灵
幽靈，在日文有很多說法：幽霊（ゆうれい）、亡霊（ぼうれい）、生靈/死霊、怨霊（おんりょう），或使用英語直翻稱為"ゴースト"(Ghost)。
幽靈在華文和日文雖然涵義相同，但在中華文化一般稱其為鬼，在韓國亦稱。在英語中，"幽霊"普遍以通稱做溝通 (中文也译为鬼魂)；但也可命名Yurei (Yūrei) ，來更詳細呼應日本文化中的鬼魂 (大部分恐怖遊戲影視內的"Yurei"，翻成中文比較符合"怨靈"一詞概念)。
而在佛教中，會稱為中陰身。

## 日本文化中的鬼 (Oni)

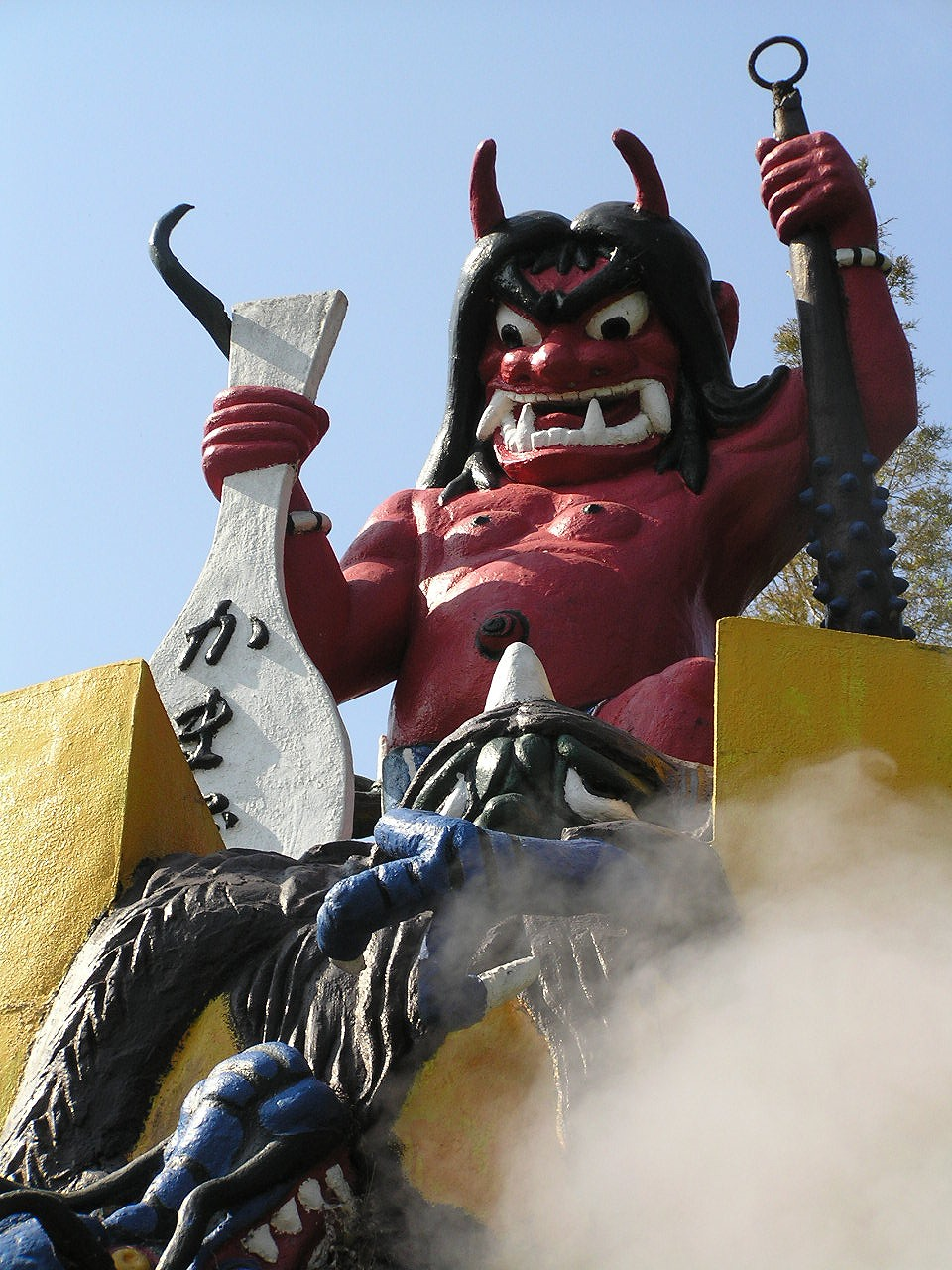
日本的鬼（おに）

日本文化中的鬼、鬼(おに)）與中華文化稱的鬼不同，定義上較符合魑魅魍魎的類型；西方世界將其稱為"Oni"，定義上則是較符合 邪靈(惡魔/魔鬼) 一詞。
在日文漢字的涵義上，是指『強悍』『兇惡』『恐怖』『龐大』『使人敬畏』的妖怪(或惡魔 等) 或其形象比喻。
目前Oni 普遍熟知的樣子：頭上長著兩個或一個角，嘴上長著獠牙，手指上有鋒利的指甲，擁有虎皮和纏著腰布，並拿著如同狼牙棒的巨棒的巨魔，有時被認為會傷害人甚至吃人，也因此，地獄的獄卒、牛頭馬面 和餓鬼道的餓鬼等，也可稱作為"鬼"(Oni)。而日本的閻魔王以Oni 的形象 廣為日本人熟知。
此外，據說也有沒有固定身材的情況。據說可以以美少年/美少女的形式出現，並誘騙年輕的女子/男子，或偽裝成為對方的家人或熟人。
簡而言之，日本的Oni 有著從『惡』到『善』和『神』的各種表現方式，很難用特定的形象來表達。不能單純的將其視同為壞人。然而，『可怕』、『強悍』和『超人般』的形象在Oni 之間似乎是共通的。

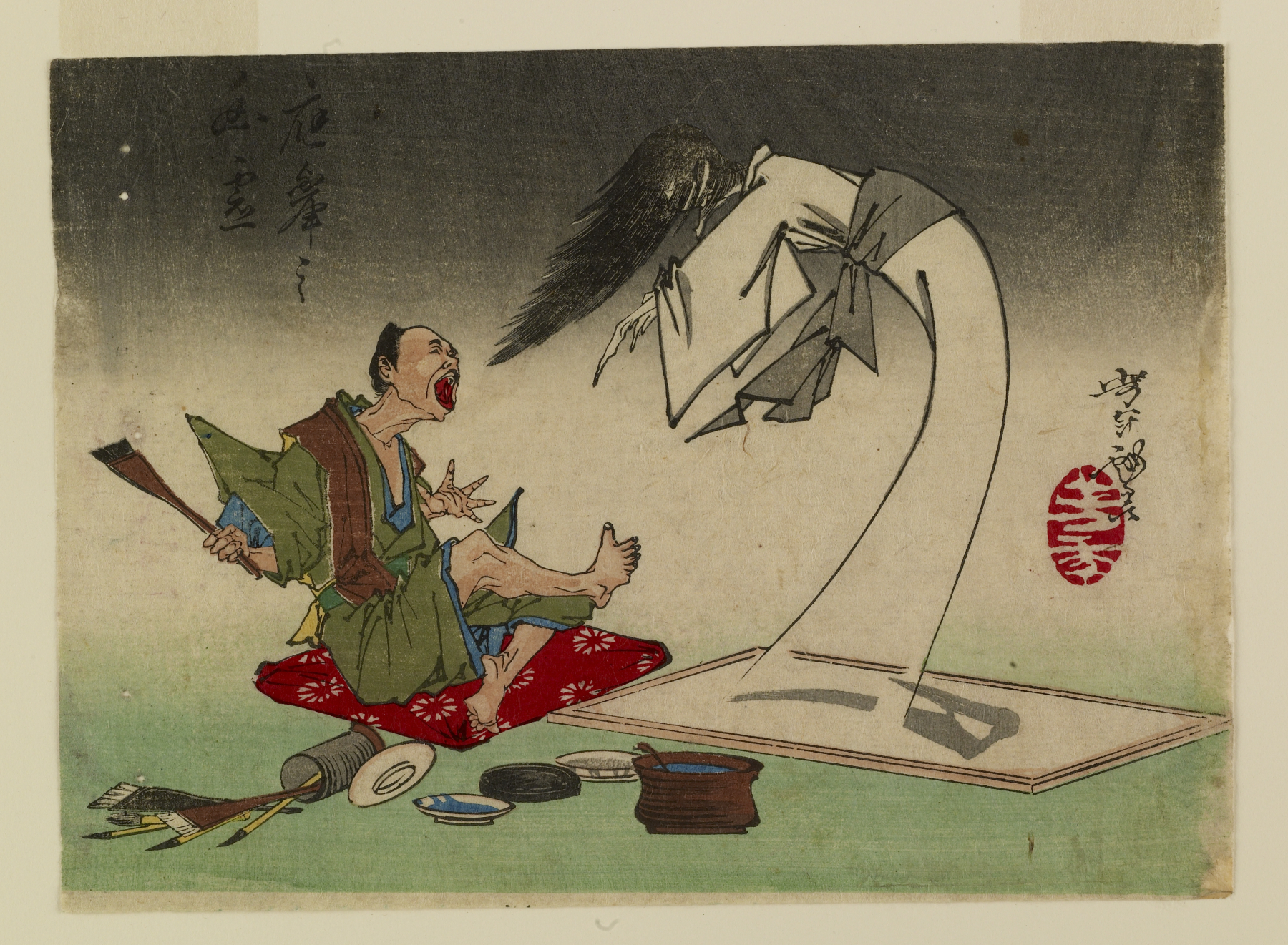
日本画家月冈芳年（天保10年—明治25年）所画的画家圆山应举绘画时遇到幽灵飞出

## 日本文化中的幽靈

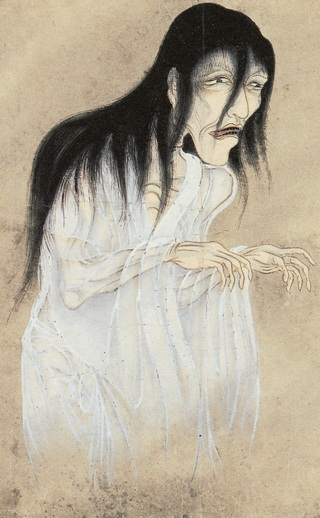
《百海圖鑑》中的遊禮（日本幽灵）

日本的幽灵思想和中華的鬼文化大抵相似；根據日本的傳統信仰，所有人身上都有精神 或靈魂，稱為灵魂 (Reikon)。 當一個人死亡時，霊魂離開身體並進入煉獄，並在那裡等待適當的葬禮 和葬禮的儀式進行超度，以便可以加入祂的祖先們。如果這件事做得正確，霊魂將成為 還活著的家庭成員們的守護者，並在每年8月的盂蘭盆節(お盆)(Bon (festival)) 期間，返回人間以接受感謝。
然而，如果這個人被突然或暴力的非自然死亡，如謀殺或自殺，並且沒有適當的儀式進行，或祂們受到強烈的情緒的影響，如愛，嫉妒，仇恨或悲傷，那麼霊魂會成為一個幽霊 (yurei)，並返回到物質世界。死前情感或思想不需要有特別強烈或有動力，即使是無害的想法也可能會導致死亡變得不安。而一旦一個不安的念頭進入一個垂死的人的腦海，他們就很有可能在進入輪迴的迴圈前，成為幽霊 (yurei)並返還現世來完成最後一個想法。
幽霊 (yurei)在祂可以安息為止前，無論是通過執行儀式，還是解決仍然將其與物理世界聯繫在一起的情感衝突，祂都將持續留存於現世徘徊並持續困擾周圍的生人。
通常非自然死亡 或在一生中受到嚴厲對待的人，社會地位越低，他們成為幽霊 (yurei)就越加強大，這在四谷怪談(よつやかいだん)(四谷怪談) 故事中Oiwa的命運，或皿屋敷(さらやしき)(Bancho Sarayashiki) 中的僕人Okiku得到了說明。
在欧美文化中，幽灵（ghost）也指人死後的灵魂，但灵魂会升天进入天堂，或堕入地狱，即使停留在人间，通常也不会害人；害人的鬼怪多是宗教意味上的，如魔鬼（devil）、恶灵（evil spirit，亦是人死后的灵魂）、吸血鬼（vampire）等。
日本的幽灵文化自古代亦有以幽灵爲题材的画作与书籍。近代更有不少著名的恐怖影视作品，如七夜怪談（午夜凶铃）和廁所裡的花子等恐怖故事。

## 幽靈的分類
所有的日本鬼魂都可被稱為幽靈，或者英文"Yurei"，但這只是一個通稱。主要還是會根據它們的死亡方式 或返回人間的原因，細分出幾種特定類型的幽靈：
- 怨靈 (怨靈)(Onryo)：怨恨、仇恨等情緒過於強烈的生靈，或非自然死亡（戰死、事故死、自殺等）的死靈。祂們滯留於人間，目的給活著的人們帶來災難，以撫平生前所遭遇的折磨、痛苦或憤怒。如日本著名的伽椰子，或中華的紅衣女鬼 與冤魄。也有西方的 血腥瑪莉(BloodyMary)屬於這種類別一說。
- 產女 (産女)(产女)：死於分娩的母親魂魄。多數會要求過路人接過他們手中的寶寶並照顧好，但寶寶一到清晨就會漸變為草人或者泥菩薩等。少數產女會在你將寶寶照顧得當時給予你財富、運氣或力量。遇上產女的要求卻逃跑 或者弄哭寶寶則會有災難纏身。
- 御靈 (御霊)(Goryo)：位高權重者，在政治鬥爭中下臺 或戰爭中失利，並留下怨恨而死於非命者的靈魂。主要能夠帶來大型瘟疫傳染病，或巨大的天災。
- 船幽靈 (船幽霊、舟幽霊)(Funayurei)：在海難中喪生，變成了復仇之魂(Onryo)的幽靈。傳說中描述的它們的外觀因地區而異：有一些故事說鬼出現在水面上、船本身就是鬼（鬼船）、鬼出現在人的船上，或者上述的任何組合。

## 外部連結
- What is the White Kimono Japanese Ghosts Wear? （页面存档备份，存于）